# Hinter Schloss
Hinter Schloss är en bergstopp i Schweiz.   Den ligger i kantonen Uri, i den centrala delen av landet, 80 km öster om huvudstaden Bern. Toppen på Hinter Schloss är 3 133 meter över havet, eller 526 meter över den omgivande terrängen. Bredden vid basen är 3,6 km.
Terrängen runt Hinter Schloss är huvudsakligen mycket bergig. Närmaste större samhälle är Erstfeld, 9,6 km öster om Hinter Schloss. 
Trakten runt Hinter Schloss består i huvudsak av gräsmarker. Runt Hinter Schloss är det mycket glesbefolkat, med 4 invånare per kvadratkilometer.